# Перегоновка (Киевская область)
Перего́новка (укр. Перегонівка) — село, входит в Обуховский район Киевской области Украины.
Население по переписи 2001 года составляло 360 человек. Почтовый индекс — 08732. Телефонный код — 4572. Занимает площадь 1,5 км². Код КОАТУУ — 3223186401.

## Местный совет
08732, Київська обл., Обухівський р-н, с. Перегонівка, вул. Воїнів, 39